# APL (小惑星)
(132524) APLは太陽系の小惑星の一つ。1992年5月9日にアメリカ・リンカーン研究所の天文サーベイLINEARによって発見された。
2006年に打ち上げられたニュー・ホライズンズは同年6月13日にこの小惑星をフライバイし（最接近は同日4時05分(UTC)、101,867 km）、小惑星の撮影に成功。これを受けて、ニュー・ホライズンズの実験責任者アラン・スターンは小惑星の名としてジョンズ・ホプキンス大学応用物理研究所（英: Applied Physics Laboratory）の頭字略称「APL」をIAUに提案、承認された。